# ETR 460 sorozat
Az ETR 460 sorozat az FS olasz vasúttársaság nagysebességű billenőszekrényes villamos motorvonata. A FIAT Ferroviaria (most Alstom Ferroviaria) gyártotta 1993 és 1995 között. Összesen 10 szerelvény készült el. A szerelvények kettő, vezetőállást is tartalmazó kocsiból, a közöttük lévő hat személykocsiból és a bár-étkezőkocsiból állnak, a szerelvény tengelyelrendezése (1A)'(A1)' + (1A)'(A1)' + 2'2' + 2'2' + (1A)'(A1)' + (1A)'(A1)' + 2'2' + (1A)'(A1)' + (1A)'(A1)'.

## Története
Az ETR 460 az 1970-es években kifejlesztett ETR 450-es Pendolino továbbfejlesztése, amelyet továbbfejlesztett elrendezés, villamos és elektronikus rendszerek, valamint nagyobb kényelem jellemez. A maximális sebesség változatlanul 250 km/h. Az ETR 460 sorozatból két hasonló típusú Pendolinót fejlesztettek ki: az ETR 470 és az ETR 480 sorozatokat. A fő különbség a változatok között az, hogy a 460-as csak 3 kV egyenfeszültségen, a 470-es 3 kV egyenfeszültségen és 15 kV váltakozó feszültségen, a 480-as pedig 3 kV egyenfeszültségen és 25 kV váltakozó feszültségen üzemel (Olaszországban az új nagysebességű vasutakon használják). Három szerelvényt úgy alakítottak át, hogy a Milánó-Torino-Lyon járatokon való használatra 1,5 kV egyenfeszültségen is képesek legyenek üzemelni, de kélsőbb mindegyiket átalakították ETR 460 sorozatra, és átnevezték őket ETR 463 sorozatra. A brit Class 390, a szlovén 310-es sorozat, a portugál Alfa Pendular, a finn Sm3 és a spanyol Alaris sorozat mind az ETR 460-as sorozatból származik.
A Giorgetto Giugiaro által tervezett szerelvényt a Trenitalia a Frecciabianca szolgáltatásban használja Olaszország számos útvonalán.

## Technikai jellemzői
A szerelvény kanyarodáskor akár 8°-kal is megdönthető, hogy csökkentse a centrifugális erő utasokra gyakorolt hatását. Az utasok akkor is kényelmesen utaznak, ha a vonat teljes mértékben kihasználja a pálya jellemzőit, köszönhetően a könnyű konstrukciónak (mindössze 13,5 tonnás a tengelyterhelése). A vonat használata nem igényel különösebb átalakításokat a vasútnál, de a gördülőállomány karbantartása a billenőrendszer bonyolultsága miatt költséges.
A hidraulikus billenőrendszert a vezető kocsikban elhelyezett két giroszkóp vezérli.
Az ETR 460-asok 12 háromfázisú aszinkronmotorral vannak ellátva (az ETR 450-esek 16 motorjával szemben), amelyek minden kocsiban elhelyezve vannak, a kanyarodási képesség javítása érdekében. A motorokat GTO-VVVF inverterek vezérlik, összteljesítményük mintegy 6 MW. Az elektromos fékezés reosztatikus típusú, bizonyos sebességeknél energia-visszanyerési lehetőséggel, míg a mechanikus fékrendszer tárcsafékeket használ, amelyeket a Wabcontrol nevű elektropneumatikus rendszer irányít.
Az ETR 460-asok akár 480 utast is szállíthatnak. A konfiguráció két vezető kocsit, 6 köztes személykocsit és egy bár-éttermi kocsit foglal magában.

## Képgaléria

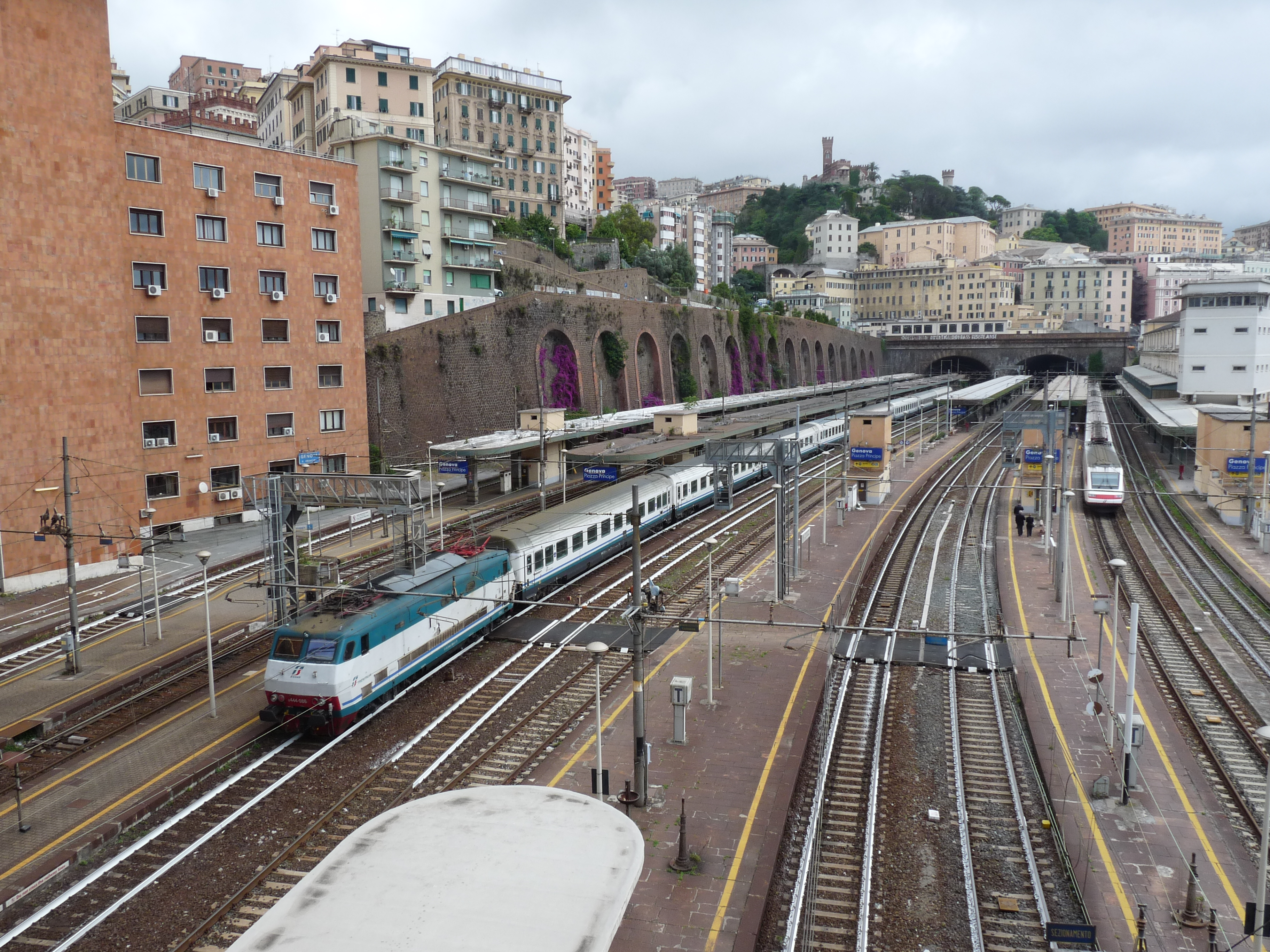
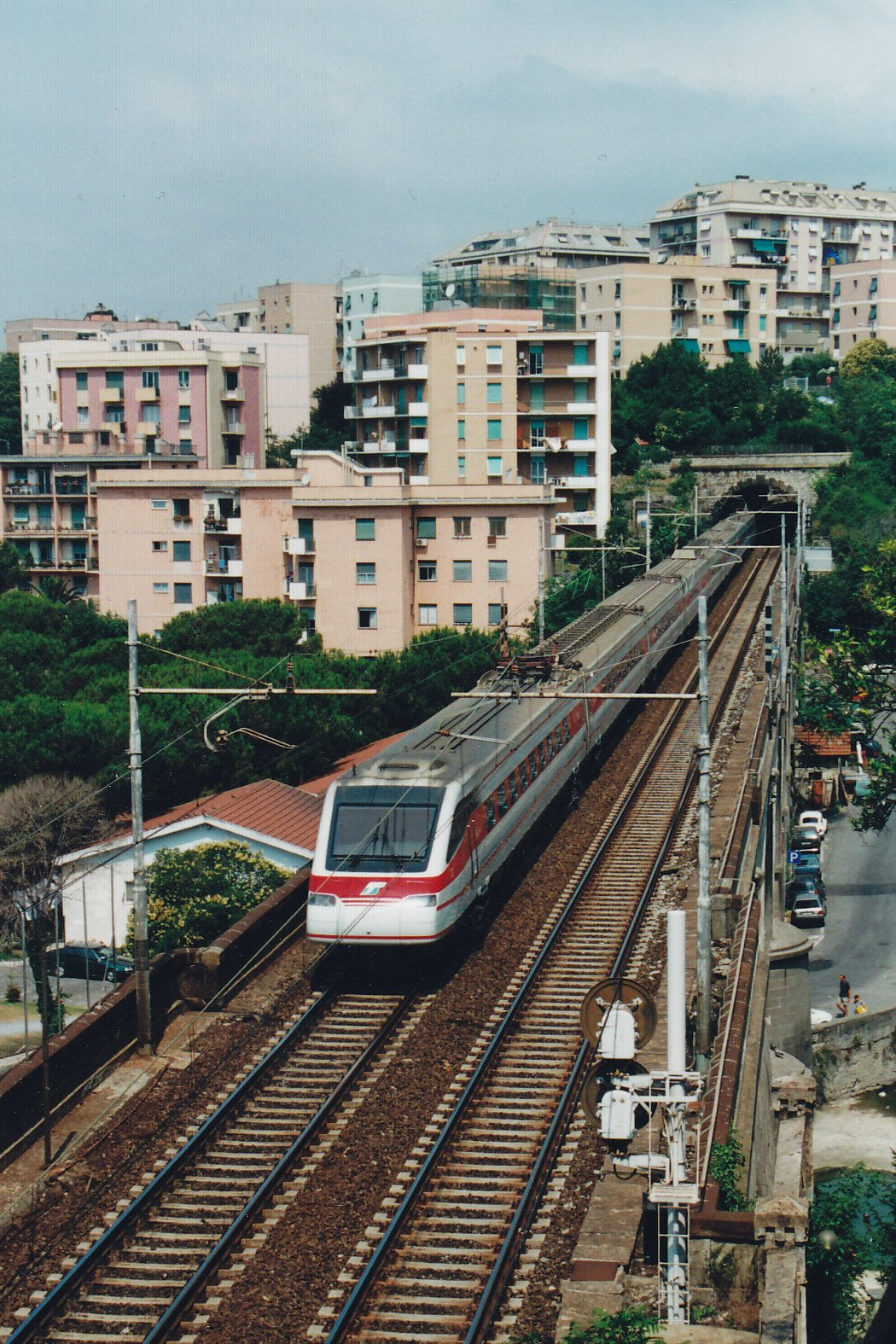
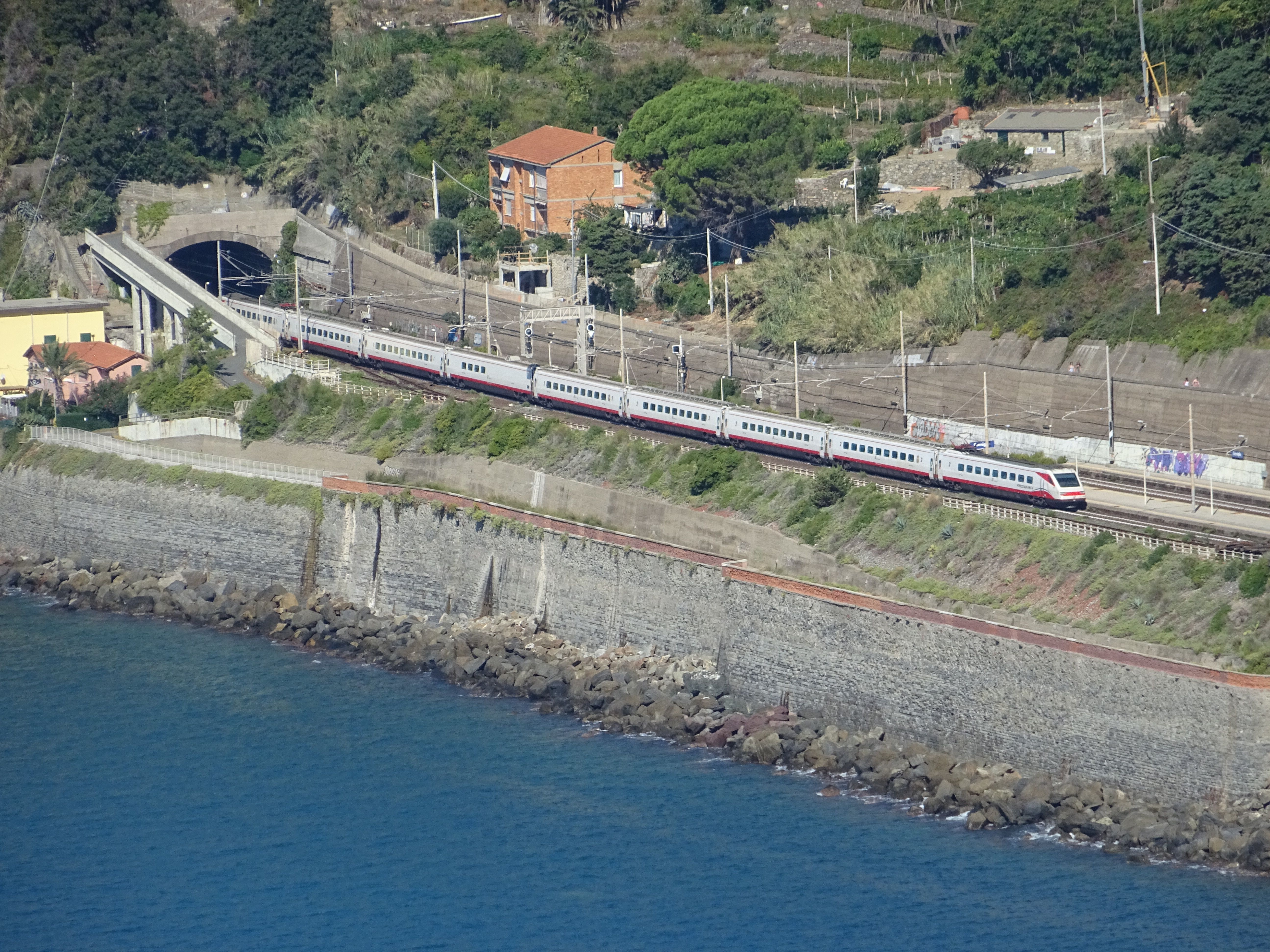
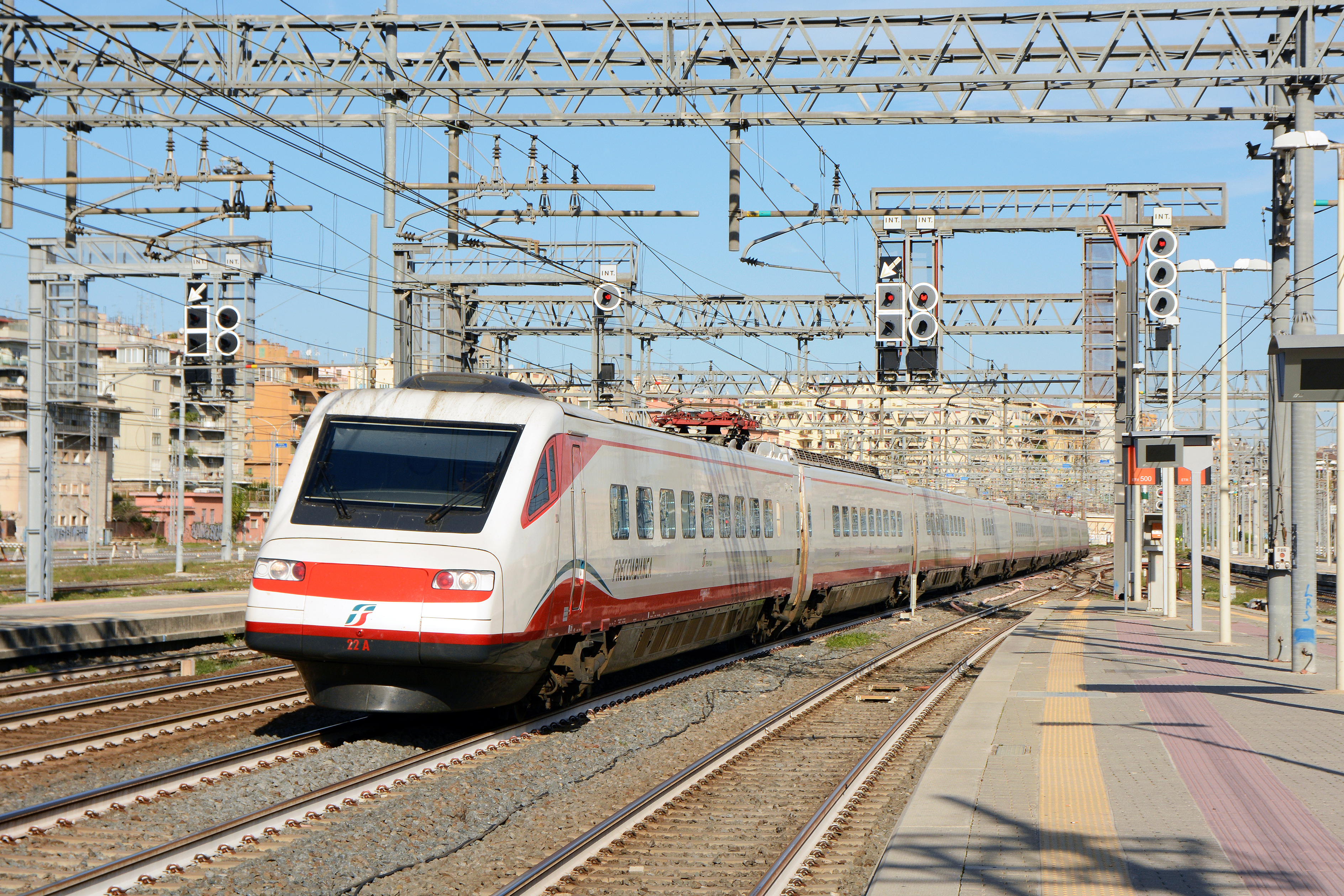

## Lásd még
- Treno Alta Velocità
- Trenitalia
- Rete Ferroviaria Italiana
- ElettroTreno
- Pendolino
- New Pendolino
- Eurostar Italia